# Peter Brook
Peter Brook (n. 21 martie 1925, Chiswick Urban District⁠(d), Anglia, Regatul Unit – d. 2 iulie 2022, Paris, Franța) a fost un regizor de teatru și film, actor și scriitor britanic. A fost producător-regizor al pieselor lui William Shakespeare și al altor lucrări dramatice, producții care au contribuit semnificativ la dezvoltarea teatrului de avangardă din secolul XX. A activat mai întâi în Anglia din 1945 la Birmingham Repertory Theatre, din 1947 la Royal Opera House și din 1962 la Royal Shakespeare Company. De la mijlocul decadei anilor 1970 s-a stabilit la Paris, unde a condus teatrul parizian Bouffes du Nord. A primit numeroase premii Emmy, premiul Laurence Olivier, premiul japonez Praemium Imperiale, Prix Italia etc. Este autorul teoriei „spațiului gol”, o concepție asupra scenografiei.